# Islas Discovery
Las islas Discovery (en inglés, Discovery Islands, que significa, «islas del Descubrimiento») son un archipiélago de pequeñas islas costeras de Canadá, entre la isla de Vancouver y el territorio continental de la Columbia Británica. Estas islas son a veces considerado como parte de las islas del Golfo Norte.
Las islas están localizadas al norte del estrecho de Georgia, y al este del estrecho de la Reina Carlota, en uno de los tramos del llamado Pasaje Interior. las islas dejan entre ellas y entre la isla de Vancouver y el continente varios canales y pasos:
- el estrecho de Johnstone, limitado al oeste por la isla de Vancouver y al este por la isla de Quadra, comienza en el extremo noroeste del estrecho de Georgia y acaba en el pasaje Discovery;
- el pasaje Discovery, continuación del estrecho de Johnstone, limitado al sur por la isla de Vancouver y al noreste-norte por las islas Sonora, Thurlow Este, Thurlow Oeste y Hardwicke;
- el canal Cordero, limitado al norte por el continente y al  sur por las islas Read, maurelle, Sonora, Thurlow Este, Thurlow Oeste y Hardwicke;

La mayoría de estas islas tienen muy pocos residentes. La principal atracción para los visitantes es la pesca del salmón y hay numerosos albergues de pesca. Sólo las islas de Quadra y Cortés tienen servicio de ferry. El resto son atendidos por barco privado o hidroavión. 
Las Islas Discovery están situadas en el Distrito Regional de Strathcona, a excepción de algunas de las más meridionales, como isla Hernando, que pertenecen al Distrito Regional de Powell River. Las principales islas del archipiélago Discovery son: 
- isla Quadra, con 270 km² y 2.472 hab. en 2006;
- isla Cortés, con 130 km² y 1.042 hab. en 2006;
- isla Hernando
- isla Read
- isla de Maurelle
- isla Sonora
- isla Thurlow Este
- isla Thurlow Oeste
- isla Stuart
- isla Redonda Este
- isla Redonda Oeste
- islas Rendezvous
- islas Ulloa